# Новоалексеевка (Завитинский район)
В Амурской области в Ивановском районе тоже есть село Новоалексеевка.
Новоалексе́евка — село в Завитинском районе Амурской области, Россия. Входит в Городское поселение «Город Завитинск».

## География
Село Новоалексеевка стоит на левом берегу реки Завитая.
Юго-западнее села проходит Транссиб.
Дорога к селу Новоалексеевка идёт на запад от Завитинска через станцию Тур, расстояние до районного центра — 15 км.

## Население
| 2002 | 2010 | 2012 | 2013 | 2014 | 2015 | 2016 |
| ---- | ---- | ---- | ---- | ---- | ---- | ---- |
| 173  | ↘133 | ↘128 | ↘126 | ↘117 | ↘111 | ↗114 |
| 2017 | 2018 |      |      |      |      |      |
| ↗118 | ↘111 |      |      |      |      |      |

## Инфраструктура
Сельскохозяйственные предприятия Завитинского района.